# Cats & Dogs
Cats & Dogs, in Nederland ook getiteld Als Kat en Hond, is een Amerikaanse speelfilm uit 2001. Het verhaal is afgeleid van dat uit de speelfilms van James Bond, met een verwijzing naar From Russia with Love. In deze film kunnen de katten en honden spreken. 

## Verhaal
De film gaat over een geheime oorlog tussen de katten en de honden, die plaatsvindt buiten het blikveld van de mensen. De beagle pup Lou wordt ingezet ter vervanging van een door de katten ontvoerde ('gekatnapte') hond. 
Lou wordt het huisdier van de familie Brody, waar de excentrieke professor Brody (gespeeld door Jeff Goldblum) de laatste hand legt aan een vaccin dat alle menselijke allergieën voor honden geneest. Ondertussen lanceert de sluwe pers Mr. Tinkles vanuit zijn chique hoofdkwartier een tegenoffensief. Hij wil voorkomen dat de honden de wereldheerschappij verkrijgen ten koste van de katten en dus moeten de mensen allergisch blijven voor honden. De katten proberen het hele experiment van prof. Brody te saboteren. De Brodys zijn zich van geen kwaad bewust, maar gelukkig snellen de honden te hulp met de beagle pup Lou.

## Rolverdeling
| Acteur                 | Personage               |
| ---------------------- | ----------------------- |
| Jeff Goldblum          | Professor Charles Brody |
| Elizabeth Perkins      | Carolyn Brody           |
| Alexander Pollock      | Scotty Brody            |
| Miriam Margolyes       | Sophie the Maid         |
| Myron Natwick          | Mr. Mason               |
| Tobey Maguire          | Louis "Lou" Brody       |
| Alec Baldwin           | Anatolian Shepherd      |
| Sean Hayes             | Mr. Tinkles             |
| Susan Sarandon         | Ivy                     |
| Charlton Heston        | The Mastiff             |
| Jon Lovitz             | Calico                  |
| Joe Pantoliano         | Peek                    |
| Michael Clarke Duncan  | Sam                     |
| Billy West             | Ninja Cat               |
| Danny Mann             | Ninja Siamese Cat       |
| Glenn Ficarra          | Dimitri Kennelkoff      |
| Paul Pape              | Wolf Blitzer            |
| Victor Wilson          | Drill Sergeant          |
| Charles Howerton       |                         |
| Richard Steven Horvitz |                         |
| John Michael Higgins   |                         |